# Klein Valkenisse
Klein Valkenisse is een buurtschap in de gemeente Veere in de Nederlandse provincie Zeeland op het voormalige eiland Walcheren.
Het is gelegen bij Biggekerke en Koudekerke aan de Klaassesweg en de Vroonweg. De naam Valkenisse komt van een 17e-eeuwse boerderij "Valkenisse". De naam Klein Valkenisse is tot stand gekomen omdat de buurtschap kleiner was dan Groot Valkenisse. Vroeger werden de twee kernen samen Valkenisse genoemd.
In Klein Valkenisse ligt een verzetsmonument, een bunker en een gedeelte van de Atlantikwall.
Klein Valkenisse hoorde van 1966 tot 1997 tot de gemeente Valkenisse daarna werd de buurtschap opgenomen in de gemeente Veere.
Steden: Domburg · Veere · Westkapelle

Dorpen: Aagtekerke · Biggekerke · Dishoek · Gapinge · Grijpskerke · Koudekerke · Meliskerke · Oostkapelle · Serooskerke · Vrouwenpolder · Zoutelande

Buurtschappen: Boudewijnskerke · Buttinge · Groot Valkenisse · Hoogelande · Krommenhoeke · Mariekerke · Molembaix · Molenperk · Pitteperk · Poppendamme · Schellach (deels) · Sint-Jan ten Heere · Sint Janskerke

(Voormalige) gehuchten: Geldtienden · Klein Valkenisse · Poppekerke · Rijnsburg · Snabbeldorp · Werendijke · Woitkensdorp · Zanddijk

Zeeland: Steden en dorpen in Zeeland      Nederland: Provincies · Gemeenten